# Bernd Kettler
Bernd Kettler (* 13. Januar 1941; † 18. Dezember 1980) war ein deutscher Fußballspieler. Der Defensivspieler hat bei Hannover 96 in der Fußball-Bundesliga von 1964 bis 1970 insgesamt 35 Ligaspiele (1 Tor) absolviert.

## Karriere
Mit Teutonia Uelzen hatte Kettler in der Saison 1960/61 in der Amateur-Oberliga Ost gespielt und die Vizemeisterschaft errungen. Seine Leistungen hatten ihn in die Verbandsauswahl von Niedersachsen geführt. Am 27. November 1960 war er im Länderpokal in Rheine im Spiel gegen Westfalen (0:2) an der Seite von Otto Geisert und Lothar Ulsaß aufgelaufen. Zur Saison 1961/62 wurde er von Hannover 96 unter Vertrag genommen und spielte damit in der damals erstklassigen Fußball-Oberliga Nord. Seine zweite Saison, 1962/63, in der Oberliga war zugleich die letzte Spielzeit der erstklassigen Oberliga. Kettler debütierte am 6. August 1961 bei einem 2:2-Heimremis gegen Bremerhaven 93 in der Oberliga. Da stürmte er noch auf Rechtsaußen an der Seite der Angriffskollegen Otto Hartz, Fred Heiser, Udo Nix und Georg Kellermann. Die Ära der erstklassigen Oberliga beendete er mit seinen Mannschaftskameraden am 29. April 1963 mit einem 3:1-Auswärtserfolg beim Nordserienmeister Hamburger SV. Jetzt bildete er gemeinsam mit Winfried Mittrowski und Klaus Bohnsack die Läuferreiher der „Roten“. Von 1961 bis 1963 hatte er 46 Spiele (1 Tor) in der Oberliga Nord absolviert. Kettler musste mit Hannover 96 den Gang in die Zweitklassigkeit antreten, da die Qualifikation zur Bundesliga durch den 13. Platz 1962 beziehungsweise den neunten Rang 1963 nicht geglückt war.
Im ersten Jahr der neu eingeführten Fußball-Regionalliga Nord, 1963/64, brachte ihn der neue Trainer Helmut Kronsbein an der Seite der Neuzugänge Horst Podlasly, Werner Gräber und Walter Rodekamp in 28 Regionalligaspielen (1 Tor) zum Einsatz. Die Ligasaison eröffneten die 96er am 11. August 1963 mit einem 4:0-Auswärtserfolg bei Victoria Hamburg. Kettler war als rechter Außenläufer zum Einsatz gekommen und der neue Mittelstürmer Rodekamp hatte sich mit drei Toren eingeführt. In diesem Jahr der Zugehörigkeit zur Regionalliga wurde Kettler mit seinen Mannschaftskollegen hinter dem FC St. Pauli Zweiter in der Nordstaffel und qualifizierte sich somit für die Aufstiegsrunde zur Bundesliga. In der Aufstiegsrunde setzte sich der Nordvizemeister gegen die Gruppengegner KSV Hessen Kassel, Alemannia Aachen und den FK Pirmasens durch und stieg in die Bundesliga auf. Kettler war aber in der Aufstiegsrunde nicht zum Einsatz gekommen.
Die folgenden sechs Jahre spielte er durchgängig mit Hannover 96 in der Bundesliga. Im ersten Jahr Bundesliga, 1964/65, belegte seine Mannschaft den fünften Rang und er hatte dabei am 24. Oktober 1964 beim 1:0-Heimerfolg gegen den FC Schalke 04 in der Bundesliga debütiert. Seine persönlich beste Bilanz hatte er 1966/67 unter Trainer Horst Buhtz mit 15 Ligaeinsätzen. Mit der Einwechslung für Rainer Zobel am 7. März 1970 beim Auswärtsspiel gegen den 1. FC Köln endete seine Bundesligalaufbahn nach insgesamt 35 Spielen mit einem Tor. Er bestritt auch je drei Spiele im DFB-Pokal und Messestädte-Pokal (Espanyol Barcelona, AIK Stockholm, Leeds United). Nach der Saison 1969/70 ließ er sich reamateurisieren.
Bernd Kettler verstarb mit nur 39 Jahren.